# Pseudabraxas taiwana
Pseudabraxas taiwana là một loài bướm đêm trong họ Geometridae.